# Prohibitory Act
Prohibitory Act fu una legge emanata dalla Gran Bretagna alla fine del 1775 che interruppe completamente ogni commercio tra le Tredici Colonie e l'Inghilterra, privando inoltre le colonie della protezione del Re. In sostanza, si trattava di una dichiarazione di guerra economica da parte della Gran Bretagna, una punizione inflitta alle colonie americane per la ribellione contro il Re e il dominio britannico, che in seguito divenne nota come Guerra d'Indipendenza Americana.
L'Atto di Proibizione faceva riferimento a due leggi approvate dall'ultima sessione del Parlamento, note come Leggi di Restrizione del 1775. Veniva menzionato come uno dei 27 torti subiti dalle colonie elencati nella Dichiarazione d'indipendenza degli Stati Uniti d'America.

## Antefatti
Nell'ottobre del 1775, il Parlamento della Gran Bretagna, sotto la guida di Lord North, Primo Lord del Tesoro, decise di adottare misure più severe per sedare la ribellione in corso nelle 13 colonie del Nord America. A tal fine, decretò un blocco commerciale nei confronti delle 13 colonie, approvando l'Atto di Proibizione.
L'Atto vietava "ogni genere di commercio e transazione commerciale" e qualsiasi nave trovata a commerciare sarebbe stata "confiscata a Sua Maestà, come se si trattasse di navi ed effetti di nemici dichiarati".
L'obiettivo era quello di distruggere l'economia americana vietando i commerci con qualsiasi paese. L'Atto, essendo di fatto una dichiarazione di guerra, fornì ai coloni un pretesto per rompere ogni legame di fedeltà con il re. John Adams considerò l'Atto come la goccia che fece traboccare il vaso.

## Contenuto
L'Atto di Proibizione, di fatto, rappresentò una vera e propria dichiarazione di guerra da parte della Gran Bretagna. Secondo la legge delle nazioni, infatti, un blocco navale è considerato un atto di guerra. Le colonie e il Congresso reagirono immediatamente rilasciando lettere di marca. Queste autorizzavano i singoli armatori americani a catturare navi britanniche, dando il via alla pratica della corsa.
Inoltre, l'Atto spinse le colonie americane verso la completa indipendenza. Il Re, infatti, aveva ormai dichiarato i suoi "sudditi" esclusi dalla sua protezione e aveva mosso guerra contro di loro, senza distinguere tra coloro che gli erano fedeli e quelli che avevano chiesto pacificamente la risoluzione delle ingiustizie subite.
Nello stesso periodo, i britannici avevano importato nelle colonie americane contingenti di mercenari stranieri, inclusi gli Assiani, per sedare la ribellione. Inoltre, gli uomini del Re avevano fomentato attacchi da parte di tribù ostili di Nativi Americani di frontiera contro i coloni. Giungendo alla conclusione di non godere più della protezione del Re, i coloni risposero con la Dichiarazione di Indipendenza.
John Adams commentò così l'Atto di Proibizione: